# Marguerite Porete
Marguerite Porete, död 1 juni 1310, var en fransk författare, begin (religiös kristen riktning) och mystiker. Marguerite Porete var författare till boken De enkla själarnas spegel, som utgavs från hennes livstid och framåt. Porete dömdes som skyldig till kätteri och brändes på bål.  

## Biografi
Det enda man känner till om hennes liv är det som dokumenterades vid rättegången mot henne för kätteri och vad man kan utläsa ur hennes skrifter. Porete föddes i Hainautprovinsen i södra Belgien omkring 1250 och det är möjligt att hon tillhörde Beginrörelsen som startats i hennes hemtrakter 100 år tidigare.

### Rättegång

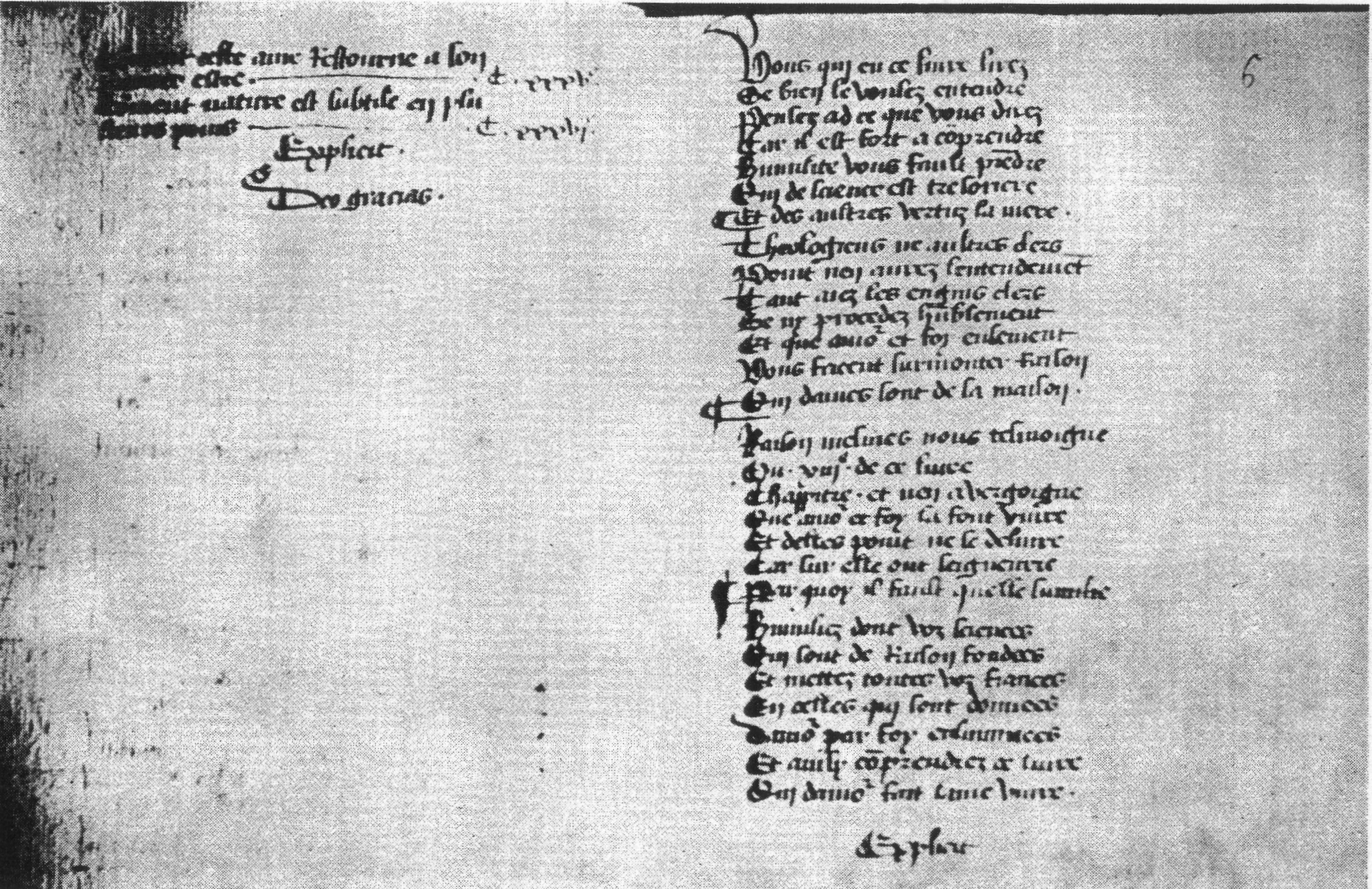
Margarete Porete, fol. 5v–6r

Porete skrev boken De enkla själarnas spegel i början av 1290-talet. Omkring sekelskiftet fastställde kyrkan att boken var kättersk, ett hot mot den katolska kyrkan, bland annat för att den var skriven på gammalfranska och inte på latin. Biskopen i provinsen Lille beslöt 1306 att boken skulle brännas på bål, vilket skedde i Valenciennes i Poretes närvaro. Porete fortsatte vandra omkring och sprida sitt budskap och hon vägrade inställa sig till förhör hos inkvisitorn Guillaume av Paris. Hennes bok studerades av 21 teologer och dessa dömde henne som ”återfallskättare. Den 31 maj 1310 fördes hon till Place de l'Hôtel-de-Ville och brändes på bål.